# 브루누 알베스
브루누 알베스(포르투갈어: Bruno Eduardo Regufe Alves, 1981년 11월 27일 ~ )는 포르투갈의 전 축구 선수이다. 현역 시절 포지션은 센터백이었다.

## 국가대표팀
알베스는 2004년 하계 올림픽을 통해 첫 국제 대회를 치렀으며, UEFA 유로 2008, 2010년 FIFA 월드컵, UEFA 유로 2012 등에 출전했다. 하지만 알베스는 유로 2012 당시 스페인과의 승부차기에서 실축을 범했고, 포르투갈은 4대 2로 패하면서 결승 진출에 실패했다.

## 경력
- 2004년 UEFA U-21 챔피언십 국가대표
- 2004년 하계 올림픽 축구 국가대표
- UEFA 유로 2008 국가대표
- 2010년 FIFA 월드컵 국가대표
- UEFA 유로 2012 국가대표
- 2014년 FIFA 월드컵 국가대표
- UEFA 유로 2016 국가대표
- 2017년 FIFA 컨페더레이션스컵 국가대표
- 2018년 FIFA 월드컵 국가대표

## 수상
포르투갈
- UEFA U-21 챔피언십 : 3위 (2004)
- UEFA 유럽 축구 선수권 대회 : 4강 (2012) , 우승 (2016)